# Arkham Asylum
Elizabeth Arkham Asylum for the Criminally Insane, normalt omtalt som Arkham Asylum er et fiktivt psykiatrisk hospital og fængsel, der optræder i tegneserier udgivet af DC Comics, som oftest i historier med superhelten Batman. Arkham Asylum optrådte første gang i Batman #258 (okt. 1974), skrevet af Dennis O'Neil og med illustrationer af Irv Novick.
Arkham Asylum tjener som et psykiatrisk hospital for Gotham City og huser patienter der er sindssyge kriminelle. Mange af Batmans fjender har siddet på Arkham Asylum, hvilket tæller Jokeren, Two-Face, Poison Ivy, Gækkeren, Harley Quinn, Clayface, Bane, Den Gale Hattemager, Killer Croc, Mr. Freeze og Scarecrow.